# Чернушка (приток Санохты)
Чернушка, Чернуха — река в России, протекает в Городском округе Семёновский Нижегородской области. Устье реки находится в 26 км по правому берегу реки Санохта. Длина реки составляет 12 км.
Исток реки у деревни Чернуха в 6 км к юго-западу от города Семёнов. Река течёт на северо-восток, протекает деревни Чернуха, Медведево, Колосково. Впадает в Санохту южнее города Семёнов.
По преданиям, река течёт из глубины леса, из-за чего имеет относительно чёрный цвет. Так же по этой причине она холодная, в связи с чем в ней не купаются.

## Данные водного реестра
По данным государственного водного реестра России относится к Верхневолжскому бассейновому округу, водохозяйственный участок реки — Волга от устья реки Ока до Чебоксарского гидроузла (Чебоксарское водохранилище), без рек Сура и Ветлуга, речной подбассейн реки — Волга от впадения Оки до Куйбышевского водохранилища (без бассейна Суры). Речной бассейн реки — (Верхняя) Волга до Куйбышевского водохранилища (без бассейна Оки).
По данным геоинформационной системы водохозяйственного районирования территории РФ, подготовленной Федеральным агентством водных ресурсов:
- Код водного объекта в государственном водном реестре — 08010400312110000034752
- Код по гидрологической изученности (ГИ) — 110003475
- Код бассейна — 08.01.04.003
- Номер тома по ГИ — 10
- Выпуск по ГИ — 0